# Finnische Badmintonmeisterschaft 1973
Die Finnische Badmintonmeisterschaft 1973 fand vom 10. bis zum 11. März 1973 in Helsinki statt.

## Finalergebnisse
| Disziplin    | Sieger                                 | Finalist                         | Ergebnis          |
| ------------ | -------------------------------------- | -------------------------------- | ----------------- |
| Herreneinzel | Jouko Degerth                          | Lars-Henrik Nybergh              | 15-4, 15-7        |
| Dameneinzel  | Wiola Renholm                          | Raija Koivisto                   | 11-5, 11-7        |
| Herrendoppel | Lars-Henrik Nybergh Carl-Johan Nybergh | Eero Läikkö Mårten Segercrantz   | 7-15, 0-15, 15-7  |
| Damendoppel  | Maarit Jaakkola Sylvi Jormanainen      | Christine Dahlberg Wiola Renholm | 15-12, 15-12      |
| Mixed        | Eero Läikkö Wiola Renholm              | Jouko Degerth Christine Dahlberg | 15-11, 8-15, 15-7 |